# Gong wu
Gong wu – hongkoński dramat kryminalny w reżyserii Wong Jinga i Wong Ching-po, którego premiera odbyła się w maju 2004 roku.

## Fabuła
Nieznajoma osoba wydała wyrok na szefa Jiang Hu, Hunga. Wkrótce jego podwładni nabierają obaw, czy nadaje się on na ich przywódcę. Wątpliwości ma również jego najlepszy przyjaciel Lefty. Hung postanawia znaleźć osobę stojącą za spiskiem na swoje życie, w szczególności, że jego żona właśnie urodziła mu syna i martwi się o swoją rodzinę. Wkrótce dwóch młodych mężczyzn – Wing i Turbo chcą wyrobić sobie nazwisko w świecie przestępczym, dlatego przyjmują zlecenie na bardzo ważną osobę, przywódcę triady.

## Obsada
Źródło: Filmweb

- Andy Lau – Hung Yan-jau
- Jacky Cheung – Left-Hand
- Shawn Yue – Wing
- Edison Chen – Turbo
- Jacklyn Wu – pani Hung
- Eric Tsang – Tall Man
- Chapman To – Brat To
- Norman Chu – Big Lungs
- Yuan Lin – Yoyo
- Michael Miu – Figo
- Kara Hui – matka Winga
- Gordon Lam – Shing
- Lam Suet – policjant
- Courtney Wu
- Shu Tong Wong
- Wong Ching-po
- Doi-yung Ng
- Tony Ho
- Donna Chu

## Nagrody i nominacje
Źródło: Internet Movie Database
| Rok  | Miejsce                               | Nagroda              | Kategoria                       | Odbiorcy i nominowani | Wynik     |
| ---- | ------------------------------------- | -------------------- | ------------------------------- | --------------------- | --------- |
| 2004 | Marrakech International Film Festival | Golden Star          |                                 | Wong Ching-po         | Nominacja |
| 2005 | Hong Kong Film Awards                 | Hong Kong Film Award | Best New Director               | Wong Ching-po         | Wygrana   |
| 2005 | Hong Kong Film Awards                 | Hong Kong Film Award | Best Art Direction              | Yank Wong, Ching Lam  | Nominacja |
| 2005 | Hong Kong Film Awards                 | Hong Kong Film Award | Best Costume Design and Make Up |                       | Nominacja |